# Test Ryana
Test Ryana, REGWQ (ang. Ryan's Test) – wykorzystywany w statystyce test post hoc. Test ten stanowi modyfikację testu Newmana-Keulsa.